# Fenouil (pilote)
Pour les articles homonymes, voir Morellet.
Jean-Claude Morellet, plus connu sous le nom de Fenouil, né le 8 juin 1946 à Yaoundé, est un journaliste, romancier, et pilote moto français, concepteur et organisateur de rallye-raid.

## Biographie
| Image externe |                                    |
|               | Jean-Claude Morellet alias Fenouil |

Fenouil passe toute son enfance au Cameroun et regagne la France à l’âge de 11 ans pour s’installer en Région Parisienne. Il passe une licence de philosophie à la Sorbonne et pratique l'athlétisme, le triple saut, au niveau national avec le Racing Club de France. Son premier emploi est critique de cinéma pour les revues Positif et Jeune Afrique.
À l’âge de 27 ans, il passe son permis moto et se découvre une toute nouvelle passion. En 1972, il abandonne la presse cinéma pour celle de la moto chez Moto Journal.
Photographe et journaliste, motard par passion, lorsque Thierry Sabine organisa, en 1979, la première édition du Paris-Dakar, Fenouil en fut fasciné, il y participa avec sa BMW privée et réussit à terminer trois fois dans le top dix lors des sept premières éditions du Dakar.
En 1980, il crée le Rallye de Tunisie avant de revendre cette activité en 1981 pour aller créer dès 1982 le Rallye des Pharaons en Égypte,.
De 1987 à 1990, il participe au Dakar comme copilote automobile pour des équipes officielles. Jean-Claude Killy lui confie en 1994 la direction de la course, qui avait besoin de retrouver la crédibilité que son expérience d’organisateur de rallye-raids pouvait donner.
Il revient en Egypte pour y organiser en 2005 et 2008 le « Rallye des Pyramides ». En 2010, il crée le « Rallye des Mille et Une Nuits Classic », épreuve destinée aux voitures anciennes.
Il est choisi comme parrain pour l'édition 2024 de « La Route des Légendes », une traversée de la France sur l'itinéraire des pionniers des premiers Paris-Dakar le long de la Route nationale 20 en hommage à Hubert Auriol et René Metge.

## Résultats au Paris-Dakar
| Année | Catégorie | Pilote            | Véhicule             | Pos. |
| ----- | --------- | ----------------- | -------------------- | ---- |
| 1979  | Moto      |                   | BMW 800 GS           | Abd. |
| 1980  | Moto      |                   | BMW 800 GS           | 5e   |
| 1981  | Moto      |                   | BMW 800 GS           | 4e   |
| 1982  | Moto      |                   | BMW 980 GS           | Abd. |
| 1983  | Moto      |                   | BMW 980 GS           | 9e   |
| 1984  | Moto      |                   | Yamaha 600 XT Ténéré | 11e  |
| 1985  | Moto      |                   | BMW 1000 GS          | Abd. |
| 1987  | Auto      | Kenjirō Shinozuka | Mitsubishi Pajero    | 3e   |
| 1988  | Auto      | Patrick Zaniroli  | Range Rover          | Abd. |
| 1989  | Auto      | Guy Fréquelin     | Peugeot 205 Turbo 16 | 4e   |
| 1990  | Auto      | Björn Waldegård   | Peugeot 205 Turbo 16 | 2e   |

## Ouvrages
- 2019 : Dans l'enfer jaune de Jean-Claude Morellet, Fenouil
- 2006 : La nouvelle de ma mort a été très exagérée de Jean-Claude Morellet, Fenouil
- 2005 : A la recherche de l'oasis oubliée de Jean-Claude Morellet, Fenouil
- 2003 : Au sud du Sphinx de Jean-Claude Morellet, Fenouil
- 2003 : Dakar, l'envers du décor de Jean-Claude Morellet, Fenouil
- 1992 : Guide des voyages à moto de Jean-Claude Morellet, Fenouil
- 1979 : La Moto Verte par Fenouil  de Jean-Claude Morellet, Fenouil
- 1977 : LA MOTO. Mecanique-conduite-tourisme-vitesse-trial-enduro-moto verte de Jean-Claude Morellet, Fenouil
- 1976 : LA MOTO PAS CHERE de Jean-Claude Morellet, Fenouil
- 1976 : La Moto de Philippe Michel y Fenouil
- 1973 : Pour Mauvaise Conduite de Jean-Claude Morellet, Fenouil